# Wapen van Albany (New York)
Het wapen van Albany (New York) staat zelden op zichzelf; het wordt bijna altijd gebruikt in het stadszegel of op de vlag van de stad. Het huidige wapenschild werd aangenomen in 1789.

## Omschrijving
Het huidige wapen bestaat uit talrijke traditionele heraldische attributen. Het schild is horizontaal in tweeën gedeeld met een rode onderste helft en een zilveren bovenste helft. De onderste helft bevat twee gouden tarweschoven op een rode achtergrond; dit ontwerp vertegenwoordigt het agrarische verleden van Albany. Op de bovenste helft, met een zilveren achtergrond, staat een bever afgebeeld die aan de stronk van een omgevallen boom knaagt. Dit tafereel vertegenwoordigt de vroegere bonthandel van Beverwijck, die van vitaal belang was voor de ontwikkeling van Albany. Aan elke kant van het schild is een schildhouder te zien. De man links is een boer van Europese afkomst, gekleed in eenvoudige kleding; hij ondersteunt het schild met zijn linkerhand. Zijn rechterhand rust op zijn heup en aan zijn middel hangt een sikkel; dit verwijst naar de vroegere agrarische samenleving van Albany. De man rechts is een Amerikaanse indiaan gekleed in een lendendoek en draagt mocassins en een pijlkoker. Hij ondersteunt het schild met zijn rechterhand en houdt een boog over zijn linkerschouder. De twee mannen die samen het schild ondersteunen vertegenwoordigen de samenwerking tussen blanke immigranten en Indianen in de vroege ontwikkeling van de stad, die niet zou hebben bestaan zonder de Indiaanse bonthandel. De mannen staan op een rol met het motto Assiduity, wat "de kwaliteit van handelen met constante en zorgvuldige aandacht" betekent. De wrong is in zilver en rood, volgens het patroon van het schild. Het helmteken is een sloep onder vol zeil die naar links kijkt, "ter aanduiding van de suprematie van Albany aan het hoofd van de sloepvaart op de Hudson-rivier". Het wapen vertegenwoordigt de "symbolen van de industrie en haar beloningen voor mens en dier ter land en ter zee". Ten tijde van het tweehonderdjarig bestaan van Albany (1886) geloofde men dat alleen de stad New York en Albany wapens bezaten die geladen waren op een schild dat door aanhangers werd vastgehouden.

## Geschiedenis
Fort Oranje (tegenwoordig Albany) werd in 1624 gesticht als een Nederlandse handelspost voor pelzen. Rond het fort groeide het dorp Beverwijck, dat in 1652 werd opgenomen in Fort Oranje. In 1664 veroverden de Engelsen Nieuw-Holland en Beverwijck, en Fort Oranje werd hernoemd ter ere van de hertog van York en hertog van Albany (de latere Jacobus II van Engeland).
Toen de stad in 1686 opnieuw werd opgericht door provinciegouverneur Thomas Dongan onder het Statuut van Dongan, kreeg de stad toestemming om een eigen zegel te voeren. Het eerste bekende gebruik van het zegel was op een akte van de stad Albany toen deze op een veiling werd verkocht. De akte was ondertekend door de eerste burgemeester van Albany, Pieter Schuyler. Het document was verzegeld met rode was, met als ontwerp een achthoek met een monogram van de letters ALB in het midden met daarop een kroon. Dit zegel werd opnieuw gezien op een document uit 1736 dat echter pas in 1886 werd teruggevonden. De letters zouden een afkorting zijn van de naam van de stad.
De bever is representatief voor Albany als een belangrijk handelscentrum voor bont. In 1755 werd het originele zegel opnieuw ingevoerd voor gebruik door de burgemeester bij het verlenen van vergunningen.